# Sublegatus arenarum

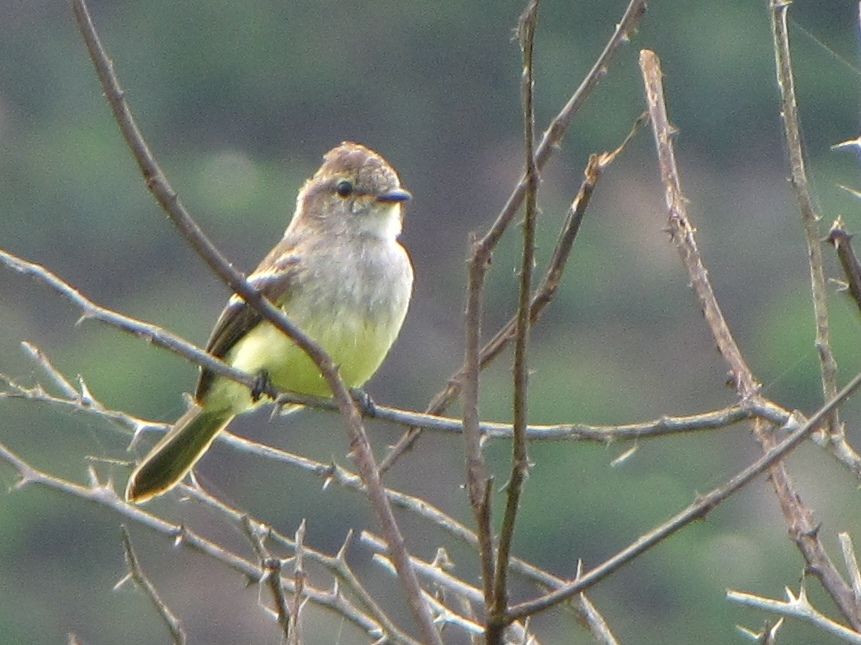

Sublegatus arenarum là một loài chim trong họ Tyrannidae.